# 陆浩杰
陆浩杰（1990年8月3日—），江苏省张家港人,中国男子举重運動員，亦為中国国家举重队成員。

## 簡介
2012年，陆浩杰代表中国出戰英國倫敦舉行的奥陆匹克运动会舉重比賽男子77公斤級賽事。